# Jekaterina Vedenejeva
Jekaterina »Katja« Olegovna Vedenejeva (rusko Екатерина Олеговна Веденеева), slovenska ritmičarka ruskega rodu, * 23. junij 1994, Irkutsk.
Za Slovenijo tekmuje od leta 2018,, ko je prvič nastopila na tekmi svetovnega pokala v Kazanu. Je prva slovenska ritmičarka, ki se je uvrstila na olimpijske igre. Na poletnih olimpijskih igrah v Tokiu leta 2021 je zasedla 16. mesto v kvalifikacijah in tako ni napredovala v finale med najboljšo deseterico.

## Življenjepis
Ritmično gimnastiko je začela trenirati v domačem Irkutsku v Rusiji, na pobudo svoje mame Julije, ki je opravljala delo trenerke.
Leta 2018 se je s trenerko preselila v Slovenijo. 31. julija je uradno dobila slovensko državljanstvo, s katerim lahko zastopa Slovenijo na velikih tekmovanjih. Septembra istega leta je z Aleksandro Podgoršek in Anjo Tomazin osvojila najboljši rezultat slovenije v ekipnem seštevku, 11. mesto. V finalu mnogoboja je osvojila zgodovinsko 13. mesto.
Leta 2021, je na olimpijskih igrah 2020 v kvalifikacijskem krogu za finale mnogoboja osvojila šestnajsto mesto. Velja za prvo in edino ritmično gimnastičarko, ki je zastopala Slovenijo na olimpijskih igrah.
V finalu s trakom na svetovnem prvenstvu leta 2022 je osvojila bronasto medaljo, ki velja za prvo slovensko medaljo iz svetovnih prvenstev v ritmični gimnastiki.
Avgusta 2023, je na svetovnem prvenstvu v kvalifikacijah dosegla oceno 97,550, s čimer si je ponovno prislužila olimpijsko vozovnico in uvrstitev v finale mnogoboja, kjer je zasedla 9. mesto. V finalu s trakom je ponovila lanski uspeh in ponovno osvojila bronasto kolajno.
Leta 2024 se je na olimpijskih igrah uvrstila v finale mnogoboja, kjer je osvojila šesto mesto. Velja za prvo in doslej edino slovensko ritmično gimnastičarko, ki se je uvrstila v finale mnogoboja na olimpijskih igrah.
Svojo upokojitev iz tekmovalnega športa je 9. maja 2025 objavila prek svojega Instagram profila.